# Yaşar Vahabzadə
Yaşar Vahabzadə (8 aprile 1960) è un ex calciatore azero, di ruolo centrocampista.

## Carriera

### Club
Ha giocato nella massima serie del campionato sovietico e poi russo.

### Nazionale
Debutta nel 1993 con la Nazionale azera, giocando 7 partite fino al 2005.